# Cyklostyl

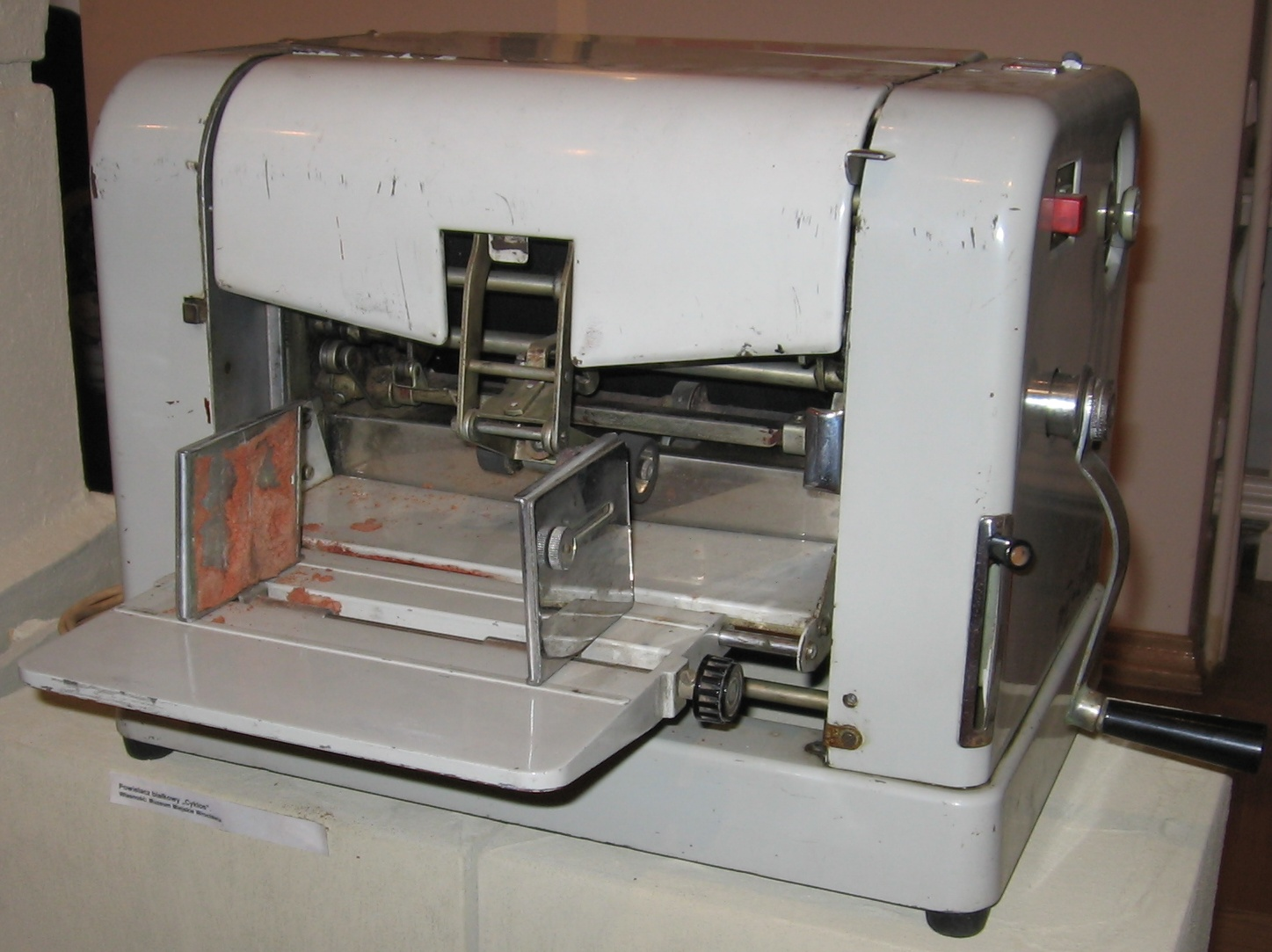
Cyklostyl československé výroby z roku 1980, značky Cyklos.

Cyklostyl (správně mimeograf) je přístroj na rozmnožování písemností. Byl rozšířen v době, kdy moderní kopírovací stroje nebo osobní počítače nebyly dostupné (resp. neexistovaly). Požadovaný text se napsal na běžném psacím stroji na speciální blánu. Přitom se nepoužila páska s nanesenou barvou, takže písmeno psacího stroje prorazilo blánu a na ni nanesenou barvu přeneslo na pod ní ležící křídový papír, který se poté napjal na plechový buben cyklostylu. Barva nanesená na křídovém papíře se zvlhčila lihem a přenesla na čistý papír. Technika umožňovala jen omezený počet kopií, jejich kvalita postupně klesala.
Tento článek popisuje rozmnožovací techniku lihového tisku, známou pod obchodním názvem ORMIG. Princip CYKLOSTYLU je zcela odlišný. Cyklostyl je obchodní název stroje pro rozmnožovací techniku zvanou průtisk. Text se napíše pomocí psacího stroje s vypnutou barvicí páskou (kresby se zhotoví pomocí rydla) na speciální blánu, ve které takto vzniknou průchodná místa. Tato matrice se upne na válec stroje, z něhož se protlačuje průchodnými místy pastovitá tiskařská barva na papírový výtisk. Matrice průtiskového tisku má dlouhou výdrž, což umožňuje zhotovit velký počet kopií. Technický naučný slovník, SNTL Praha 1983, heslo Průtiskový stroj. 